# Vengeance of the Flames
Vengeance of the Flames è un cortometraggio muto del 1914. Il nome del regista non viene riportato nei credit.

## Produzione
Il film fu prodotto dalla Balboa Amusement Producing Company. Venne girato a Long Beach, città della California e sede della compagnia di produzione.

## Distribuzione
Distribuito dalla Box Office Attractions Company, il film - un cortometraggio di tre bobine - uscì nelle sale cinematografiche statunitensi il 17 novembre 1914 presentato da William Fox.